# 相関詞
相関詞(そうかんし)はエスペラントやそこから派生したイド語などのエスペラント諸語の言語に存在する品詞。

## エスペラント
|                    | 疑問 ki-              | 指示 ti-              | 不定 i-            | 全般 ĉi-         | 否定 neni-           | 品 詞    | 複 数 | 対 格 |
| ------------------ | --------------------- | --------------------- | ------------------ | ---------------- | -------------------- | -------- | ----- | ----- |
| 事物 -o            | kio                   | tio                   | io                 | ĉio              | nenio                | 代 名 詞 | -     | n     |
| 事物 -o            | …何                   | …それ …そのこと       | …何か              | …すべて          | …何も～しない        | 代 名 詞 | -     | n     |
| ひと もの -u       | kiu                   | tiu                   | iu                 | ĉiu              | neniu                | 代 名 詞 | j     | n     |
| ひと もの -u       | …だれ …どれ           | …その人 …(それ)       | …だれか …(どれか)  | …全員 …(全部)    | …だれ(どれ)も ～ない | 代 名 詞 | j     | n     |
| ひと もの -u       | …どの                 | …その                 | …ある              | …すべての        | …どの～も ～ない     | 形 容 詞 | j     | n     |
| 性質 種類 -a       | kia                   | tia                   | ia                 | ĉia              | nenia                | 形 容 詞 | j     | n     |
| 性質 種類 -a       | …どんな               | …そんな               | …ある種の          | …あらゆる種類の  | …どんな～も ～ない   | 形 容 詞 | j     | n     |
| 所有 -es           | kies                  | ties                  | ies                | ĉies             | nenies               | 形 容 詞 | -     | -     |
| 所有 -es           | …だれの               | …その人の             | …だれかの          | …全員の          | …だれの～も ～ない   | 形 容 詞 | -     | -     |
| 場所 -e            | kie                   | tie                   | ie                 | ĉie              | nenie                | 副 詞    | -     | n     |
| 場所 -e            | …どこで               | …そこで               | …どこかで          | …どこも          | …どこも～ない        | 副 詞    | -     | n     |
| 理由 -al           | kial                  | tial                  | ial                | ĉial             | nenial               | 副 詞    | -     | -     |
| 理由 -al           | …なぜ                 | …それゆえに           | …なぜか            | …あらゆる理由で  | …どんな理由も        | 副 詞    | -     | -     |
| 様子 方法 程度 -el | kiel                  | tiel                  | iel                | ĉiel             | neniel               | 副 詞    | -     | -     |
| 様子 方法 程度 -el | …どのように …どれほど | …そのように …それほど | …なんらかの 方法で | …あらゆる 方法で | …どうやっても ～ない | 副 詞    | -     | -     |
| 時 -am             | kiam                  | tiam                  | iam                | ĉiam             | neniam               | 副 詞    | -     | -     |
| 時 -am             | …いつ                 | …そのとき             | …いつか …あるとき  | …いつも          | …いつも～ない        | 副 詞    | -     | -     |
| 数量 -om           | kiom                  | tiom                  | iom                | ĉiom             | neniom               | 副 詞    | -     | -     |
| 数量 -om           | …どれだけ …いくつ     | …それだけ             | …いくらか          | …ありったけ      | …少しも～ない        | 副 詞    | -     | -     |

疑問詞や指示語、関係詞として上の表に従った語句が使用される。これらの接辞を他の単語に転用することはできない。
「名詞的な意味を持つ-o、-uで終わるもの」と「形容詞的な意味を持つ-u、-aで終わるもの」に関してはエスペラントの複数語尾「-j」や、対格語尾「-n」などを付けることができる。ただし、後述するように集合的な-oで終わるものに関しては複数語尾「-j」を付けない。
なお、kioとkiuは以下の点について異なる。
kio
- 総括的であり、複数語尾がつかない[6]。

kiu
- 個々をさししめし、複数語尾を付けることができる[6]。

また、場所をあらわす「-e」で終わる相関詞については方向の対格の意味で「-n」を付けることができる。

## イド語
イド語の相関詞はエスペラントのそれと比べて規則性が低く、「ロマンス諸語の話者たちにとってわかりやすいラテン語由来の語根を採用」しているという。
また、エスペラントのそれとはほとんど共通点がない。

### 書籍
『4時間で覚える地球語エスペラント』白水社、2006年。ISBN 4-560-06768-6。